# Sun Life Centre
Das Sun Life Centre ist ein hoher Bürokomplex bestehend aus zwei Hochhäusern in Toronto, Ontario, Kanada. Das Gebäude dient seit der Fertigstellung als ein Standort des Großunternehmens Sun Life Financial. Das Gebäude befindet sich an der Kreuzung King Street und University Avenue. Dabei sind die Gebäude so positioniert, dass sich das größere Gebäude im Financial Distric und das kleinere im Entertainment District befindet.
Das oberste Stockwerk sowie die Etagen 16 und 25 sind von dem St. Andrew's Club and Conference Centre angemietet. Von dort aus hat man einen guten Blick über die Stadt. Das Sun Life Centre ist mit dem unterirdischen PATH System der Stadt Toronto verbunden und teilt sich den Zugang mit anderen Gebäuden zur St. Andrew Subway Station. In Montreal verfügt Sun Life Financial über ein weiteres Gebäude, welches jedoch als Sun Life Building bekannt ist.
2010 erhielten die Gebäude die LEED Gold Auszeichnungen.